# نوکیا لومیا ۸۳۰
لومیا ۸۳۰ تلفن همراه هوشمندی است که مایکروسافت در ۴ سپتامبر ۲۰۱۴، و در نمایشگاه IFA آن را معرفی کرد. این دستگاه شباهت زیادی به لومیا ۹۳۰ دارد.
قاب این اسمارت فون (دور اسمارتفون) از آلومینیوم و بدنه آن از جنس پلی کربنات می‌باشد. همچنین این اسمارتفون از ضخامت ۸٫۵ میلی‌متری بهره می‌برد. همچنین این دستگاه به صفحه نمایشی ۵ اینچی مجهز است که رزلوشن ۱۲۸۰ در ۷۲۰ را دارد و محافظ گوریلا گلس ۳ می‌باشد که کمی انحنا دارد. وزن این اسمارت فون هم ۱۵۰ گرم است. رنگ بندی این دستگاه هم به زیبایی آن کمک کرده‌است. این دستگاه در چهار رنگ سبز و نارنجی و خاکستری و سفید عرضه می‌شود.
دوربین این اسمارت فون، ۱۰ مگاپیکسلی و PureView می‌باشد که به‌خوبی لومیا ۹۳۰ و لومیا ۱۰۲۰ است. همچنین از نرم‌افزار کاربردی لومیا کمرا رونمایی شد که از قابلیت عکسبرداری سریع‌تر و بهتر برخوردار است. همچنین در دوربین این دستگاه قابلیتی شبیه به HDR قرار داده شده که حدوداً بهتر عمل می‌کند. این دوربین مجهز به لنز زایس و لرزش‌گیر است که به همراه فیلمبرداری 1080p و تمام اچ‌دی و سرعت ۳۰ فریم بر ثانیه، لذت تصویر و فیلم برداری را برای شما دوچندان می‌کند.
سیستم‌عامل این دستگاه آخرین نسخه ویندوزفون (۸٫۱٫۱) به همراه آخرین آپدیت آن یعنی Lumia Denim می‌باشد.
این دستگاه دارای ۱۶ گیگابایت حافظه و ۱۵ گیگابایت حافظه ابری در وان درایو مایکروسافت می‌باشد که می‌توان آن را به یک کارت حافظه تا ۱۲۸ گیگابایت مزین نمود. همچنین این دستگاه از یک گیگابایت رم و پردازنده اسنپدراگون ۴۰۰ و با قدرت ۱٫۲ گیگاهرتز بهره می‌برد که برای یک دستگاه ویندوزفونی مناسب است. نیروی این اسمارت فون را یک باتری ۲۲۲۰ میلی آمپری تأمین خواهد کرد.
قیمت این دستگاه در زمان عرضه ۳۳۰ یورو قیمت گذاری شده بود.